# NGC 7541
NGC 7541 = NGC 7581 ist eine Balken-Spiralgalaxie im Sternbild Fische auf der Ekliptik. Sie ist schätzungsweise 127 Millionen Lichtjahre von der Milchstraße entfernt und hat einen Durchmesser von etwa 125.000 Lichtjahren. Die Galaxie weist eine hohe Sternentstehungsrate im Bereich von 12 M☉/a auf und enthält mehr als ein Dutzend Röntgenquellen. 
Gemeinsam mit NGC 7537 bildet sie das isolierte und gravitativ gebundene Galaxienpaar KPG 578 oder Holm 805.
Die Typ-Ia-Supernova SN 1998dh wurde hier beobachtet, was eine relativ genaue Entfernungsabschätzung von 37,1 ± 1,5 Millionen Parsec ermöglicht. 
Das Objekt wurde am 30. August 1785 von Wilhelm Herschel mit seinem 18,7-Zoll-Spiegelteleskop als nebliges Objekt entdeckt und später von Johan Dreyer in den New General Catalogue aufgenommen. Möglicherweise geht dessen Eintrag NGC 7581, der auf einer Beobachtung von Horace Tuttle im Januar 1875 beruht, ebenfalls auf diese Galaxie zurück.